# 日本医療福祉学会
日本医療福祉学会（にほんいりょうふくしがっかい、英語名 THE JAPANESE MEDICAL WELFARE SOCIETY）は、医療福祉に関する科学技術的研究及び医療福祉の制度、政策研究並びに学際領域研究等を行い、その研究成果を普及するため2005年（平成17年）に設立された学会。
本部事務局を群馬県高崎市に置いている。

## 主な事業
- 医療福祉に関する科学的及び技術的研究・制度及び政策研究、研究報告会・全国研究大会の開催、科学者・実務者の交流会の開催、外国人科学者・研究者の招聘、研究成果の普及、日本国外の学術団体・研究機関・大学との交流、日本学術会議及び学術団体との連絡交流・情報交換、学術論文集・ジャーナルの発行など[1]

## 機関誌
- 『医療福祉研究』